# Philipp Weber (Maler)
Philipp Weber (*  1974 in Rostock) ist ein deutscher hyperrealistischer Maler.

## Leben
Philipp Weber studierte von 1996 bis 2000 Malerei an der Kunsthochschule Kassel bei Kurt Haug und Rob Scholte. 1998 erhielt er den Robert-Völker-Preis der Kunsthochschule. Von 2000 bis 2002 setzte er das Studium an der Universität der Künste Berlin bei Wolfgang Petrick fort und schloss es als Meisterschüler ab.
Seine erste Ausstellung als freischaffender Künstler hatte er 2002 in der Galerie Hofmann + Kyrath, Berlin. Seit 2003 wird der Künstler von der Galerie Ulrich Gering in Frankfurt am Main betreut.

## Einzelausstellungen (Auswahl)
- 2003 "Purity", Galerie Ulrich Gering, Frankfurt am Main
- 2004 Art Frankfurt
- 2005 Art Frankfurt
- 2006 Art Karlsruhe
- 2008 "Attraction!", Schloss Callenberg, Coburg (zusammen mit Bob Willoughby)
- 2008 "Weißes Herz", Galerie Ulrich Gering, Frankfurt a. M.
- 2011 "Creatura", Galerie Ulrich Gering, Frankfurt a. M.

## Ausstellungsbeteiligungen (Auswahl)
- 2001 "Gegenständlich", Stiftung Starke, Löwenpalais, Berlin
- 2001 "Zwischenwelten", Universität der Künste, Berlin
- 2002 Galerie Hofmann + Kyrath, Karlsruhe
- 2002 "Meisterschüler 2002", Universität der Künste Berlin, Berlin
- 2004 "Spektrum Kunstlandschaft", Hessische Landesvertretung, Berlin
- 2005 "Deep – Action", Georg Kolbe Museum, Berlin
- 2009 "Heads & Figures", Galerie von Braunbehrens, München
- 2009 "Broken Vision", Mannheimer Kunstverein, Mannheim
- 2011 "Alles auf Papier", Galerie Ulrich Gering, Frankfurt a. M.
- 2012 "Menschen", Galerie Liebau, Fulda
- 2013 "32 Künstler – 32 Galerien", Kunsthalle Wiesbaden, Wiesbaden
- 2014 "Der zweite Blick", Galerie Supper, Baden - Baden
- 2015 "Schätze aus Privatbesitz", Pforzheim Galerie, Pforzheim
- 2016 "Beyond Reality", Mulan Gallery, Singapur

## Öffentliche und private Sammlungen (Auswahl)
- Landeszentralbank Hessen, Frankfurt, Deutschland
- Hyundai Motor Company, Korea
- Sammlung Stahlberg, Coburg  und Berlin, Deutschland
- Sammlung Klein, Frankfurt a. M., Deutschland
- Sammlung Heinrich, Maulbronn, Deutschland
- Collection Liang, Singapur